# Dietrich Gaatz
Dietrich Gaatz (* 17. September 1948) ist ein ehemaliger deutscher Fußballspieler, der 1974 ein  Mal für den FC Hansa Rostock in der DDR-Oberliga spielte.

## Sportliche Laufbahn
Gaatz wurde 1968 erstmals im überregionalen DDR-Fußball registriert, als er für die Armeesportgemeinschaft (ASG) Vorwärts Meiningen in der zweitklassigen DDR-Liga spielte. Nach Beendigung seines Militärdienstes schloss sich Gaatz dem DDR-Ligisten BSG KKW Greifswald an, für den er am 27. März 1970 das erste Punktspiel bestritt. Bis zum Saisonende waren es insgesamt elf Ligaspiele, in denen er als rechter Stürmer drei Tore erzielt. Bis zum Ende der Saison 1973/74 kam Gaatz in weiteren 66 von 92 ausgetragenen Punktspielen zum Einsatz, wobei er in der Spielzeit 1972/73 nur zweimal aufgeboten wurde. Seinem Torkonto fügte er weitere elf Treffer hinzu.
Im Sommer 1974 wurde Gaatz als Ersatz für den langzeitverletzten Stürmer Jörg Kampf zum Oberligisten Hansa Rostock delegiert. Dort kam er jedoch in der Saison 1974/75 für 1. Mannschaft nur am 1. Spieltag zum Einsatz, außerdem spielte er zweimal für Hansa II in der DDR-Liga.
Nach diesem Missverständnis kehrte Gaatz noch vor dem Saisonende zur BSG KKW Greifswald zurück und bestritt noch die letzten beiden Punktspiele der Saison. 1975/76 war er mit 16 Punktspieleinsätzen mit zwei Toren wieder Stammspieler der Greifswalder. In der Saison 1976/77 spielte Gaatz nicht in der DDR-Liga, zur Spielzeit 1977/78 gehörte er zum Aufgebot des DDR-Liga-Aufsteigers Motor Wolgast, für den er bis 1981 außer 1979/80 (abgestiegen) weiter als Stürmer Zweitligafußball spielte.